# Accords de Paris (1954)
Pour les articles homonymes, voir Accords de Paris.
Les accords de Paris sont un ensemble de protocoles conclus à Paris le 23 octobre 1954 par les puissances occidentales, qui font suite à l'accord de principe auquel elles sont parvenues lors de la conférence des Neuf Puissances réunie à Londres du 23 septembre au 3 octobre 1954.
Ces accords mettent fin, sous condition, à l'occupation de l'Allemagne après la Seconde Guerre mondiale. Ils portent principalement sur l'adhésion de l'Allemagne de l'Ouest (RFA) et de l'Italie au traité de Bruxelles de 1948, l'accession de la RFA au traité de l'Atlantique nord, la cessation du régime d'occupation de la RFA, et le règlement du différend franco-allemand relatif à la Sarre.
Les accords de Paris prévoient la pleine souveraineté de la RFA et son réarmement dans le cadre du commandement intégré de l’OTAN. L'Allemagne renonce à produire des armes atomiques, biologiques et chimiques. Cependant ces accords maintiennent les « droits réservés » des Alliés pour l'Allemagne dans son ensemble, afin de ne pas remettre en cause les accords de Potsdam de 1945, base de tout dialogue des Occidentaux avec l'Union soviétique.
Les accords de Paris, et les actions prises en réaction par les Soviétiques, constituent une étape essentielle de la guerre froide en Europe. L'architecture politico-stratégique ainsi mise en place demeurera quasi inchangée jusqu'à la chute des régimes communistes en Europe de l'Est en 1989 et la réunification de l'Allemagne en 1990.
Le Parlement français ratifie ces accords le 30 décembre 1954, alors qu’il avait refusé de ratifier le traité de la CED le 30 août 1954. Contrairement à la CED, les accords de Paris ne prévoient cependant aucune intégration supranationale ni de projet d'Europe fédérale. Tous ces accords entrent en vigueur entre le 5 et le 9 mai 1955.

## Contexte historique
Pour des articles plus généraux, voir Politique extérieure de la IVe République et Relations entre l'Allemagne et la France.

### L'Allemagne occupée (1945-1948)
L'Allemagne est occupée par les quatre puissances alliées, États-Unis, France, Royaume-Uni et Union soviétique, en 1945 à la fin de la Seconde guerre mondiale en Europe. Dans un premier temps, entre 1945 et 1948, l'État allemand n'existe plus, mais il ne s'agit pour autant pas d'annexer le pays.
Le régime d'occupation est défini par les déclarations signées à Berlin le 5 juin 1945 par les commandants en chef des forces d'occupation. Les quatre puissances alliées exercent « l'autorité suprême en Allemagne y compris tous les pouvoirs détenus par le gouvernement allemand, par le haut commandement allemand et par tout gouvernement ou autorité de niveau régional, municipal ou local ».
Le protocole d'accord publié le 2 août 1945 à l'issue de la conférence de Potsdam complète ces déclarations,. L'autorité suprême des Alliés en Allemagne est exercée par les commandants en chef des armées américaine, britannique, russe et française, chacun dans sa zone d'occupation, et, pour les questions concernant l'Allemagne dans son ensemble, collectivement par ces mêmes commandants, en tant que membres du Conseil de contrôle allié où les décisions sont prises à l'unanimité,.

### L'Allemagne renaissante mais divisée (1949-1954)
Dans un second temps, entre 1949 et 1954, la rupture entre les trois puissances occidentales et l'Union soviétique aboutit à la renaissance de l'Allemagne au prix de sa division en deux États, la RFA sur le territoire des zones américaine, britannique et française, la RDA sur le territoire de la zone d'occupation soviétique.
Après l'échec fin 1947 de la conférence des quatre puissances à Londres, les Occidentaux décident de définir conjointement l'avenir politique et économique de leurs trois zones d'occupation : à l'issue de la conférence des six puissances, le communiqué commun publié le 7 juin 1948 pose le principe de la création d'un État fédéral allemand. Le 1er juillet 1948, les gouverneurs militaires des trois puissances remettent aux présidents des Länder les documents de Francfort, base de travail pour la rédaction de la Loi fondamentale de la République fédérale d'Allemagne (RFA) qui naît le 23 mai 1949,.
Parallèlement, les alliés occidentaux s'accordent le 10 avril 1949 sur un statut unique d'occupation qui allège très sensiblement le régime d'occupation et octroie à la RFA en voie d'être constituée une large autonomie administrative et législative. Les Gouverneurs militaires sont remplacés par des Hauts Commissaires civils chargés de superviser le respect des engagements pris par les autorités allemandes. Ils forment ensemble la Haute Commission alliée, organe suprême de contrôle allié en RFA. Les dispositions régissant les relations entre les trois alliés occidentaux et la RFA sont complétées par l'accord de Petersberg du 22 novembre 1949. Ce régime d'occupation demeure en force jusqu'à l'entrée en vigueur des accords de Paris le 5 mai 1955.
Moins de cinq mois après la fondation de la RFA, la République démocratique allemande (RDA) est proclamée le 7 octobre 1949. L'Union soviétique établit des relations diplomatiques avec la RDA le 16 octobre 1949, mais les Occidentaux refusent de reconnaître la RDA qui, comme la RFA, prétend parler pour toute l'Allemagne. Dans les mois qui suivent, la RDA établit des relations diplomatiques avec tous les États communistes.
De façon symétrique avec l'évolution du statut d'occupation de la RFA, l'Union soviétique transfère aux autorités de la RDA les fonctions administratives qu'exerçait son administration militaire en Allemagne (SMAD), qu'elle dissout le 10 octobre 1949 et remplace par la Commission de contrôle soviétique (SKK), elle-même dissoute le 28 mai 1953. Un Haut commissaire d'Union soviétique en Allemagne est alors nommé.
La RDA devient membre du Conseil d'assistance économique mutuelle en septembre 1950. De nombreux accords de coopération sont ensuite signés entre la RDA et l'Union soviétique.

### L'Allemagne divisée mais restaurée dans sa souveraineté et réarmée (1954-1956)
Dans un troisième temps, entre 1954 et 1956, l'existence des deux États allemands est consolidée par leur intégration complète et leur réarmement au sein des blocs de l'Ouest et de l'Est. Leur souveraineté complète est aussi restaurée sauf sur les questions relatives à l'Allemagne dans son ensemble et à Berlin pour lesquelles les quatre puissances conservent leurs droits réservés.

#### Initiatives des Occidentaux
Les puissances alliées occidentales considèrent que la sécurité de l'Europe de l'Ouest ne peut être assurée sans le réarmement de l'Allemagne de l'Ouest dont la situation géographique en première ligne face au bloc de l'Est et le « miracle économique » justifient qu'ellent participent pleinement à sa défense. Une première formule est trouvée en 1950 qui consiste à former, avec les six États dont la RFA déjà partenaires dans la CECA, une Communauté européenne de défense (CED), dont les forces seraient intégrées avec celles des États-Unis dans l'OTAN,.
En échange de son soutien au réarmement de la RFA voulu par les « Trois Puissances », le chancelier allemand, Konrad Adenauer obtient que la RFA accède à la pleine souveraineté. Les négociations aboutissent à la signature des accords de Bonn, le 26 mai 1952, dont le texte principal est la Convention sur les relations entre les Trois Puissances et la République fédérale d’Allemagne qui stipule que « la République fédérale a pleine autorité sur ses affaires intérieures et extérieures, sous réserve des exceptions figurant dans la présente Convention ». Les Accords de Bonn sont ratifiés par la RFA, le Royaume-Uni et les États-Unis, mais ils ne peuvent entrer en vigueur du fait que l’Assemblée nationale française refuse de ratifier le traité CED auquel ils sont liés.
L'échec de la ratification de la CED par la France en 1954 implique de trouver une autre solution pour le réarmement allemand. Les conférences de Londres et de Paris conduisent à la signature des accords de Paris le 23 octobre 1954, qui prévoient notamment que l'Allemagne de l'Ouest accède au traité de l'Atlantique nord et que ses futures forces militaires soient intégrées dans celles de l'OTAN. Les accords de Bonn de 1952 voient finalement le jour sous une forme amendée par le « Protocole sur la cessation du régime d'occupation dans la RFA » signé dans le cadre des accords de Paris et entré en vigueur le 5 mai 1955. Le chancelier Adenauer signe à Paris l'accession officielle de la RFA au traité de l'Atlantique nord le 6 mai 1955. La RFA entreprend la mise sur pied de son armée, la Bundeswehr, dans le courant de 1956.

#### Réactions des Soviétiques
L'Union soviétique publie le 25 mars 1954 une déclaration par laquelle elle reconnait la pleine souveraineté de la RDA, tout en conservant - comme les puissances occidentales - ses droits réservés résultant des accords de 1945 entre les quatre Alliés.
Le 14 mai 1955, quelques jours seulement après l'entrée en vigueur des accords de Paris, l'Union soviétique fonde sa propre organisation de défense, le pacte de Varsovie, avec l'Allemagne de l'Est, la Bulgarie, la Tchécoslovaquie, la Hongrie, la Pologne, la Roumanie et l'Albanie. Le traité instituant cette alliance en justifie la création en affirmant que « la situation qui s’est créée en Europe par suite de la ratification des accords de Paris qui prévoient la formation d’un nouveau groupement militaire sous la forme de l’Union de l’Europe occidentale avec la participation de l’Allemagne occidentale en voie de remilitarisation et avec son intégration au bloc nord-atlantique, (...) augmente le danger d’une nouvelle guerre et crée une menace à la sécurité nationale des Etats pacifiques ».
Les Soviétiques dénoncent vivement les accords de Paris dans une déclaration conjointe avec les dirigeants de tous les États satellites d'Europe de l'Est publiée le 2 décembre 1954. Toutefois, ils mettent fin à l'état de guerre avec l'Allemagne le 25 janvier 1955, puis établissent des relations diplomatiques officielles avec la RFA le 13 septembre 1955.
Dans la foulée, le traité concernant les relations entre l'URSS et la RDA, signé le 20 septembre 1955, établit la base légale de la présence en RDA des forces armées soviétiques et réaffirme sa souveraineté, en symétrie avec les accords de Paris. Le 18 janvier 1956, la RDA crée un ministère de la Défense et son armée, la Nationale Volksarmee (NVA), qui est intégrée aux structures de commandement des forces du pacte de Varsovie.

## Signature et ratification

### Conférences de signature des accords
Les Occidentaux se réunissent à Paris du 21 au 23 octobre 1954.
Les « Neuf Puissances » se réunissent le 21 octobre au niveau des ministres des Affaires étrangères. Le communiqué publié à l'issue de la réunion constate que les groupes de travail mis en place à la suite de la conférence de Londres ont abouti à un accord sur l'ensemble des protocoles et conventions à rédiger, conformément aux dispositions de l'acte final de cette conférence,.
Le 22 octobre 1954, le Conseil de l'Atlantique nord, organe principal de décision de l'OTAN, adopte une résolution qui valide les dispositions de l'acte final de la conférence de Londres relatives à la formation de l'Union de l'Europe occidentale (UEO) et au renforcement des moyens et des structures de commandement de l'OTAN.
La signature de tous les accords intervient le 23 octobre 1954.

### Ratification des accords
Les accords de Paris sont ratifiés dans les mois qui suivent par tous les États concernés, ouvrant la voie à leur entrée en vigueur à partir du 5 mai 1955.
En France, l'Assemblée nationale débat des accords de Paris entre le 20 et le 30 décembre 1954. Les quatre projets de loi distincts soumis au vote sont finalement adoptés non sans que le président du Conseil, Pierre Mendès France s'y emploie avec force. Le protocole sur la cessation du régime d'occupation dans la RFA est voté à une large majorité, 393 voix pour, 180 voix contre et 38 abstentions. L'accord franco-allemand sur la Sarre recueille également un large soutien des députés. En revanche, le protocole modifiant et complétant le traité de Bruxelles est d'abord repoussé puis adopté, après amendement et avec question de confiance, par une faible majorité de 280 voix pour, 259 voix contre et 73 abstentions. Le protocole d'accession au traité de l'Atlantique nord de la RFA est voté avec un écart de voix du même ordre. La ratification de ces accords est l'aboutissement d'un long et difficile processus entamé depuis 1950 sur le réarmement de l'Allemagne et l'organisation du camp occidental, mes les faibles majorités obtenues reflètent l'inquiétude persistante en France vis-à-vis du réarmement allemand et crainte de s'aliéner les Soviétiques,.
En Allemagne de l'Ouest, les accords de Paris sont ratifiés par le Bundestag le 27 février 1955. Les députés du parti social-démocrate d'Allemagne (SPD) votent contre. Le Bundesrat approuvent ces accords le 18 mars 1955.

## Protocole modifiant et complétant le Traité de Bruxelles
Le paragraphe II de l'acte final de la conférence de Londres concerne le renforcement et l'extension du traité de Bruxelles signé le 17 mars 1948, entre la France, le Royaume-Uni, la Belgique, les Pays-Bas et le Luxembourg. Ses principales dispositions sont les suivantes :
- Ses membres conviennent d'inviter la RFA et l'Italie à les rejoindre, ce qui aura pour effet de les inclure dans le système d'assistance mutuelle automatique en cas d'attaque ;
- Le volume et les caractéristiques générales de la contribution allemande à la défense seront conformes à ceux de la contribution fixée pour la Communauté européenne de défense (CED) ;
- La RFA s'engage à ne fabriquer sur son territoire aucune arme atomique, chimique ou biologique.

Ces orientations ainsi qu'un ensemble de dispositions relatives au contrôle des armements, aux relations avec l'OTAN et aux organes de fonctionnement sont formalisées dans quatre protocoles et des annexes signés à Paris le 23 octobre 1954. Ces documents modifient et complètent le traité de Bruxelles. Le Protocole N°1 crée le Conseil de l'Union de l'Europe occidentale (UEO) en vue de « poursuivre une politique de paix, de renforcer leur sécurité, de promouvoir l'unité, d'encourager l'intégration progressive de l'Europe ».

## Protocole d'accession au traité de l'Atlantique nord de la RFA
Le protocole d'accession au traité de l'Atlantique nord de la RFA est signé à Paris le 23 octobre 1954 par les quatorze nations membres réunies au sein du Conseil de l'Atlantique nord. Dans son préambule, ce protocole prend acte de la déclaration par laquelle la RFA a, le 3 octobre 1954 lors de la clôture de la conférence de Londres « accepté les obligations prévues à l'article 2 de la Charte des Nations unies et s'est engagée, en accédant au traité de l'Atlantique nord, à s'abstenir de toute action incompatible avec le caractère strictement défensif de ce Traité ». L'article I stipule que « dès la mise en vigueur du présent Protocole, le Gouvernement des États-Unis enverra, au nom de toutes les Parties, au gouvernement de la RFA, une invitation à accéder au traité de l'Atlantique nord ».
Le protocole entre en vigueur le 5 mai 1955, après ratification par tous les États signataires du traité de l'Atlantique nord.

## Protocole sur la cessation du régime d'occupation dans la République fédérale d'Allemagne
Les « Trois Puissances » signent à Paris le 23 octobre 1954 avec la République fédérale d'Allemagne, le Protocole sur la cessation du régime d'occupation dans la RFA, ainsi que la Convention sur la présence des forces étrangères sur le territoire de la RFA.
Ce protocole et ses cinq annexes amendent les conventions signées le 26 mai 1952 par les mêmes Parties dans le contexte de la Communauté européenne de défense (CED), connues sous le nom d'accords de Bonn, dont la Convention sur les relations entre les trois puissances et la République fédérale d'Allemagne. Ces conventions n'étaient pas entrées en vigueur du fait de l'échec de la ratification du traité relatif à la CED par le Parlement français. Ainsi amendées, ces conventions entrent en vigueur en même temps que ce protocole le 5 mai 1955, :
- Convention sur les relations entre les Trois Puissances et la République fédérale d'Allemagne[35] : l'article 1 dispose que « les Trois Puissances mettront fin au régime d'occupation dans la RFA (..., qui) exercera, en conséquence, la pleine autorité d'un État souverain sur ses affaires intérieures et extérieures ». Toutefois, « en raison de la situation internationale (...), les Trois Puissances se réservent les droits et les responsabilités antérieurement exercés ou détenus par elles en ce qui concerne Berlin et l'Allemagne dans son ensemble, y compris la réunification de l'Allemagne et un règlement de paix ».
- Convention relative aux droits et obligations des Forces étrangères et de leurs membres sur le territoire de la République fédérale d'Allemagne ;
- Convention financière ;
- Convention sur le règlement de questions issues de la guerre et de l'occupation ;
- Accord relatif au régime fiscal applicable aux Forces et aux membres des Forces.

## Accord conclu entre la France et la RFA sur la Sarre
Depuis 1945, la France crée par étapes une sorte de protectorat français en Sarre dans une partie de sa zone d'occupation en Allemagne. En accord avec ses alliés occidentaux, la France implante en Sarre un régime préservant l'autonomie politique du territoire tout en réalisant l'union économique de la France et de la Sarre. Le nouveau gouvernement ouest-Allemand, institué en septembre 1949, ne reconnaît pas la légitimité de ce régime spécifique mis en place par la France, différent de celui des Länder qui forment la République fédérale d'Allemagne.
Les tentatives de rapprochement des positions françaises et allemandes menées en 1952 et 1953 dans le contexte des discussions autour de la CED échouent. L'impérieuse nécessité de trouver après l'échec de la CED une nouvelle solution au réarmement de l'Allemagne et à son intégration dans le bloc de l'Ouest oblige finalement les deux parties à trouver un compromis sur le statut de la Sarre.
L'accord conclu entre la France et la RFA sur le statut de la Sarre le 23 octobre 1954 consacre l'autonomie politique sarroise et la position privilégiée de la France dans l'économie sarroise. Le texte reprend donc largement les thèses françaises. Il reconnaît toutefois à la RFA le droit d'intervenir dans le problème sarrois et oblige les deux parties à coopérer pour assurer l'application du statut de la Sarre,.
L'article I stipule que « l'objet de la solution envisagée est de donner à la Sarre un statut européen dans le cadre de l'Union de l'Europe occidentale. Après approbation par référendum, ce statut ne pourra pas, jusqu'à l'intervention d'un traité de paix être remis en cause ».
Ainsi, cet accord prévoit que la population sarroise sera consultée par voie de référendum. Une divergence d'interprétation sépare à ce sujet les deux parties, la France considérant les accords du 23 octobre comme définitifs et que les Sarrois seront consultés sur leur seul contenu, tandis que les Allemands considèrent que le statut actuel n'a qu'une valeur provisoire.
Le référendum prévu est organisé le 23 octobre 1955. Le projet de statut de la Sarre est rejeté à une forte majorité, puis les partis favorables au retour de la Sarre dans l'Allemagne gagnent les élections au Landtag du 18 décembre suivant. La France est contrainte de signer un nouveau traité sur la Sarre le 27 octobre 1956 à Luxembourg par lequel la Sarre redevient allemande le 1er janvier 1957.